# Peptidasi del segnale
La peptidasi del segnale è un enzima presente nelle membrane delle cellule eucariotiche, in particolare in quelle del reticolo endoplasmatico rugoso (RER).
La funzione di tale enzima è quella di tagliare le sequenze segnale dei polipeptidi che sono indirizzati al RER e ne attraversano la membrana per poi riversarsi nel suo lume: nel momento in cui un ribosoma è in procinto di sviluppare un polipeptide, questi non viene completato, ma, proprio perché vi è una sequenza segnale, il ribosoma va a collocarsi sulla superficie del RER e, mediante un recettore della sequenza segnale (SRP) viene riconosciuto il polipeptide e viene completata la sua produzione, riversandolo tramite appositi canali di localizzazione nel lume dell'organulo.
La peptidasi del segnale entra in azione poiché la sequenza segnale non è necessaria per il funzionamento della proteina neo-fabbricata: tramite la sua speciale conformazione taglia in corrispondenza di uno specifico amminoacido la catena, e così facendo il polipeptide entra completamente nel lume del RER, ove avverrà la sua modifica.